# 斯蒂芬斯縣 (喬治亞州)
斯蒂芬斯縣（英語：Stephens County）是美國喬治亞州北部的一個縣，东北邻南卡罗来纳州。面積477平方公里。根據美國2000年人口普查，該縣人口為25,435人。縣治托可亞（Toccoa）。
成立於1905年8月18日，縣名纪念喬治亞州州长、美利坚邦联副总统亚历山大·H·斯蒂芬斯。